# George N. M. Tyrrell
George Nugent Merle Tyrrell (23 de marzo de 1879-29 de octubre de 1952), más conocido como G. N. M. Tyrrell, fue un matemático, físico, ingeniero de radio y parapsicólogo británico.

## Biografía
Tyrrell nació en Frome, Somerset, hijo de Nugent y Margery Tyrrell. Su padre fue ingeniero civil, y su abuelo, George Nugent Tyrrell, el primer "superintendente de la línea" del Great Western Railway.
Tyrrell fue alumno de Guillermo Marconi y pionero en el desarrollo de la radio. En 1908 se unió a la Sociedad para la Investigación Psíquica. Realizó numerosos experimentos de telepatía y estuvo interesado en las experiencias de apariciones. Trató de explicar los fantasmas mediante una teoría psicológica.
Tyrrell propuso que los fantasmas son una alucinación de la mente inconsciente de una persona; para explicar las alucinaciones colectivas de más de una persona, lo propuso como un mecanismo telepático. Tyrrell fue presidente de la Sociedad para la Investigación Psíquica entre 1945 y 1946.
Aunque creyente en la telepatía, Tyrrell fue un crítico de la mediumnidad física. Afirmó que ha sido el "terreno de caza feliz de embaucadores y charlatanes".
Tyrrell creó el término experiencia extracorporal en su libro Apparitions.
Una reseña en Nature de Science and Psychical Phenomena elogió a Tyrrell por su "sinceridad obvia", pero sugirió que el libro estaba "lleno de fallas", lo que despertó sospechas sobre las facultades críticas de Tyrrell.

## Obras publicadas
- Grades of Significance (1931)[10]
- Science and Psychical Phenomena (1938)
- Apparitions (1943)
- The Personality of Man (1946)[11]
- Homo Faber: A Study of Man's Mental Evolution (1951)
- Man the Maker: A Study of Man's Mental Evolution (1952)